# Aporum smithianum
Aporum smithianum é uma espécie de orquídea epífita de hábito pendente e flores pequenas, que habita Borneu, Ilhas molucas e Sulawesi.